# Buonaccorso Pitti
Buonaccorso Pitti (Florence 25 april 1354 – ± 1432) was een telg uit een Florentijns patriciërsgeslacht. Hij reisde veel, ook in de Nederlanden, en schreef een kroniek die een verhelderende kijk biedt op het Europese leven van zijn tijd.

## Afkomst en familie
Volgens Pitti was zijn Welfische familie oorspronkelijk afkomstig uit Barberino Val d'Elsa in de Pesavallei, maar was ze noordwaarts naar Florence getrokken na door de Ghibellijnen te zijn verdreven. Ze hadden zich gevestigd in de Oltr'Arnowijk van de wol- en lakenhandelaars. Daar was in 1341 een bottega van Cioni & Neri di Buonaccorso de' Pitti & Cie, waar luxekledij verkocht werd naar de mode van Brussel, Dowaai en Mechelen.
Hij was gehuwd met Francesca di Luca Albizzi, met wie hij verschillende kinderen had.

## Loopbaan
Als aristocraat verzette Pitti zich tegen de heerschappij van de ambachten (1378-82). Vanaf 1398 maakte hij een politieke carrière in zijn geboortestad, culminerend in zijn aanstelling in 1422 als hoogste stadsmagistraat, Gonfaloniere di Giustizia. Onder de vele diplomatieke en handelsmissies die hij vervulde:
- 1396 - missie naar Frankrijk om een verbond aan te gaan met de Franse koning Karel VI tegen de Milanese hertog Gian Galeazzo Visconti
- 1401 - missie naar Trente om een verbond aan te gaan met de Duitse koning Ruprecht Wittelsbach tegen hertog Visconti. De koning verhief hem en zijn drie broers tot de adelstand omdat hij een vergiftigingspoging door de hertog had weten te verijdelen.
- 1404 - missie naar Genua om Florentijnse handelswaar te recupereren die de Fransen in beslag hadden laten nemen.
- 1406 - missie naar Parijs om zich bij de Franse koning te beklagen over het gedrag van zijn hertog Jan zonder Vrees, die Florentijnse consuls had laten opsluiten.[3]
- 1410 - missie bij Lodewijk van Anjou die op het punt stond Napels aan te vallen.
- 1419 - naar Castrocaro als deel van het plechtige ontvangstcomité dat paus Martinus V naar Firenze moest begeleiden.
- 1423 - kapitein in Castrocaro, waar hij een Milanees complot ontdekte en zeven mensen liet onthoofden.

## Kroniek
Pitti's levendige Cronica is haast een autobiografie. Ze bestrijkt de periode van 1374 tot 1430 en is door zijn vele reizen ook in de ruimte zeer uitgebreid. Eerst geeft hij een genealogie van zijn familie en dan begint hij zijn verhaal op het ogenblik dat hij door de pest gedwongen wordt de stad te verlaten. Hij vindt het gezelschap van een verwoed gokker en trekt van stad naar stad. In 1380 bevond hij zich in Brussel, waar hij veel geld verloor aan de Brabantse hertog Wenceslaus. Hij werd getroost door de veertienjarige dochter van een hoge baron: Vieni a danzare Lombardo. 
Kort daarna nam hij deel aan de Slag bij Westrozebeke. Hij beschreef de Franse overwinning en de daarop volgende plundering van Kortrijk ("een stad zo groot als Prato") ter vergelding voor de Guldensporenslag. Hij gaf ook details over de volksopstanden van 1382-1383 in Rouen (Révolte de la Harelle) en Parijs (Révolte des Maillotins). Volgens Pitti was het volk opgestookt door Filips van Artevelde. Aanleiding in Parijs zou een fruitverkoopster geweest zijn die belastingen moest betalen en begon te schreeuwen.
Ook aan de Franse campagne van 1383 nam hij deel. Met enkele bevriende Italianen bracht Pitti 36 ridders op de been. Ze waren aanwezig bij de inname van Sint-Winoksbergen ("Berg"). Het was reeds door de Engelsen verlaten maar werd aan de vlammen prijs gegeven. Daarna volgde nog het Beleg van Broekburg  ("Olbergho"). Eind 1385 ging hij naar Sluis om zich weer bij de Franse vloot aan te sluiten in hun strijd tegen Engeland. Er lagen 1200 schepen waarvan de helft met dek, maar de expeditie werd afgeblazen.

## Moderne uitgaven
- A. Bacchi della Lega (red.), I Ricordi di Bonaccorso Pitti (Bologna: Romagnoli), 1905
- V. Branca (red.), Cronica, in: Mercanti scrittori (Milano: Rusconi), 1986

## Vertalingen
- (fr) M. Delecluze (red.), "Caractère, moeurs et usages des florentins. Chronique de Buonaccorso Pitti", in: Florence et ses vicissitudes 1215-1790, vol. III, blz. 101-170 - Lees op Google Books (uittreksels)
- (en) Gene Brucker (red.), Two Memoirs of Renaissance Florence. The Diaries of Buonaccorso Pitti & Gregorio Dati (Illinois: Waveland Press), 1991

## Varia
- Het befaamde Palazzo Pitti is gebouwd door een zoon van Buonaccorso, Luca Pitti (1395–1473).